# محمود بنفشه‌خواه
محمود بنفشه‌خواه (۲۷ مهر ۱۳۲۱ – ۱۸ فروردین ۱۳۸۹) بازیگر ایرانی سینما، تئاتر و تلویزیون بود. او برادر رضا بنفشه‌خواه و عموی بیژن بنفشه‌خواه (بازیگر) بود.

## زندگی و حرفه
بنفشه‌خواه در ۲۷ مهر ۱۳۲۱ در تهران زاده شد. نخستین فعالیت هنری او، بازی در نمایش «در اعماق» (مهین اسکویی) در سال ۱۳۵۲ بود. او بازی در تلویزیون را در سال ۱۳۶۵ با بازی در نقش کوتاهی در سریال ماجراهای آقای خیرخواه و بازی در سینما را از سال ۱۳۷۰ با بازی در فیلم مدرسه پیرمردها آغاز کرد. آخرین حضور بنفشه‌خواه در سینما، بازی در فیلم پسر آدم، دختر حوا به کارگردانی رامبد جوان در سال ۱۳۸۷ بود. او عضو انجمن بازیگران سینمای ایران، خانه سینما و خانه تئاتر بود. بنفشه‌خواه نزدیک به ۴۰ سال در عرصه‌های مختلف سینما و تئاتر حضور داشت.

## درگذشت
بنفشه‌خواه در نخستین ساعات روز چهارشنبه ۱۸ فروردین ۱۳۸۹ بر اثر ایست قلبی درگذشت.

## آثار

### فیلم سینمایی
1. پسر آدم، دختر حوا (۱۳۸۷)
2. پوست موز (۱۳۸۷)
3. تاکسی نارنجی (۱۳۸۷)
4. سرزمین آرزوها (۱۳۸۵)
5. شام عروسی (۱۳۸۴)
6. ازدواج صورتی (۱۳۸۳)
7. کوچولوی خوش‌شانس (۱۳۸۳)
8. معادله (۱۳۸۲)
9. عشق فیلم (۱۳۸۱)
10. تیک (۱۳۸۰)
11. آب و آتش (۱۳۷۹)
12. سگ‌کشی (۱۳۷۹)
13. مسافر ری (۱۳۷۹)
14. ویرانگر (۱۳۷۴)
15. مجسمه (۱۳۷۱)
16. مدرسه پیرمردها (۱۳۷۰)
17. ارثیه (۱۳۶۷)

### تلویزیون
| سال       | نام                     | سمت          | کارگردان                             | توضیحات |
| --------- | ----------------------- | ------------ | ------------------------------------ | --- |
| ۱۳۸۸–۱۳۸۹ | پرانتز باز              | بازیگر       | کیومرث پوراحمد                       | |
| ۱۳۸۸      | پاییز پدرسالار          | بازیگر       | محسن شاه‌محمدی                        | در رمضان ۱۳۸۸ از شبکه ۲ پخش شد.                                                                               |
| ۱۳۸۸      | عبور از پاییز           | بازیگر       | مسعود شاه‌محمدی                       | در رمضان ۱۳۸۸ از شبکه ۲ پخش شد.                                                                               |
| ۱۳۸۸      | عید امسال               |              | سعید آقاخانی                         | نوروز ۱۳۸۸ از شبکه تهران                                                                                      |
| ۱۳۸۷      | تله‌فیلم «پلاک هفت»      | بازیگر       | محسن توکلی                           | |
| ۱۳۸۷      | سرزمین کهن              | بازیگر       | کمال تبریزی                          | پس از بارها به تعویق افتادن، سرانجام پخش آن از بهمن ۱۳۹۲ آغاز گردید.                                          |
| ۱۳۸۶      | روزگار قریب             | بازیگر       | کیانوش عیاری                         | فیلمبرداری‌اش از سال ۱۳۸۱ شروع شد.                                                                             |
| ۱۳۸۵–۱۳۸۶ | گلریزان                 | بازیگر       | مسعود رشیدی                          | این سریال در آغاز «سفر بخیر» نام داشت.                                                                        |
| ۱۳۸۵      | مرگ تدریجی یک رؤیا      | بازیگر       | فریدون جیرانی                        | شبکه ۲ |
| ۱۳۸۳–۱۳۸۸ | مختارنامه               | بازیگر       | داود میرباقری                        | شبکه ۱ |
| ۱۳۸۳      | سایه آفتاب              | بازیگر       | محمدرضا آهنج                         | |
| ۱۳۸۲      | تله‌تئاتر «کالیگولا»     | بازیگر       | قطب‌الدین صادقی                       | کارگردان تلویزیونی: «مسعود فروتن» در سال ۱۳۸۳ از شبکه ۴ پخش شد.                                               |
| ۱۳۸۲      | بانکی‌ها                 |              | مهدی مظلومی                          | شبکه ۲ |
| ۱۳۸۲      | باغچه مینو              | بازیگرمهمان  | رضا صفدری                            | شبکه ۳ |
| ۱۳۸۲      | روزهای ناتمام           | بازیگر       | جواد اردکانی                         | شبکه ۲ |
| ۱۳۸۱      | بدون شرح                | بازیگر مهمان | مهدی مظلومی                          | شبکه ۳ |
| ۱۳۸۰–۱۳۸۱ | خواب و بیدار            | بازیگر       | مهدی فخیم‌زاده                        | شبکه ۱ |
| ۱۳۸۱      | پشت کنکوری‌ها            | بازیگر       | پریسا بخت‌آور                         | شبکه تهران |
| ۱۳۸۱      | آینه عشق                | بازیگر       | محمد تقی رنجبر                       | از برنامه «سینمای خانواده» شبکه ۱ پخش می‌شد.                                                                   |
| ۱۳۷۸–۱۳۸۱ | شب‌چراغ                  | بازیگر       | جمال شورجه مجید جوانمرد امیر قویدل   | در دهه فجر ۱۳۸۲ از شبکه ۲ پخش شد.                                                                             |
| ۱۳۸۰      | حرف آخر                 | بازیگر       | هومن فاضل                            | از برنامه کودک و نوجوان شبکه ۲ پخش می‌شد.                                                                      |
| ۱۳۸۰      | زیر آسمان شهر - سری دوم | بازیگر مهمان | مهران غفوریان                        | شبکه ۳ |
| ۱۳۸۰      | یادداشت‌های کودکی        | بازیگر       | پریسا بخت‌آور                         | |
| ۱۳۸۰      | روزهای آخر              | بازیگر       | محسن محسنی‌نسب                        | |
| ۱۳۸۰      | دردسر والدین            | بازیگر       | مسعود نوابی                          | شبکه ۳ |
| ۱۳۷۹–۱۳۸۰ | داستان یک شهر ۲         | بازیگر مهمان | اصغر فرهادی                          | شبکه تهران |
| ۱۳۷۹      | آبدار شاه               | بازیگر       | رحیم رحیمی‌پور                        | شبکه ۲ |
| ۱۳۷۸–۱۳۷۹ | محله باصفا              | بازیگر       | احمد قربانی محمد اوزی میثم محیط‌فراتی | از سیمای خانواده پخش می‌شد.                                                                                    |
| ۱۳۷۵–۱۳۷۹ | ولایت عشق               | بازیگر       | مهدی فخیم‌زاده                        | در سال ۱۳۷۹ از شبکه ۱ پخش شد.                                                                                 |
| ۱۳۷۸      | این چند نفر             | بازیگر       | مهران غفوریان                        | |
| ۱۳۷۸      | کژدم ۳۳                 | بازیگر       | مهدی شمسایی                          | |
| ۱۳۷۷      | باغ کوچک بی‌بی گل        | بازیگر       | مهدی قاسمی                           | بازی در اپیزود «عطر مهربانی» از برنامه «سیمای خانواده» شبکه ۱ پخش می‌شد.                                       |
| ۱۳۷۶–۱۳۷۷ | فردا دیر است            | بازیگر مهمان | حسن فتحی                             | شبکه ۳ |
| ۱۳۷۶–۱۳۷۷ | هفت‌سنگ                  | بازیگر       | عبدالرضا نواب‌صفوی                    | از این سریال، دو نسخه سینمایی با نامهای «قاعده بازی» و «هفت سنگ» در «شانزدهمین دوره جشنواره فیلم فجر» پخش شد. |
| ۱۳۷۵–۱۳۷۷ | تصویر یک رؤیا           | بازیگر       | احمد امینی                           | شبکه ۱ |
| ۱۳۷۶      | سبز زخمی                | بازیگر       | بهرام کاظمی                          | شبکه ۱ |
| ۱۳۷۶      | جادوی مهتاب             | بازیگر       | بهمن زرین‌پور                         | |
| ۱۳۷۵      | برگ سبز                 | بازیگر       | علی شوقیان                           | شبکه ۱ |
| ۱۳۷۵      | سرنخ                    | بازیگر مهمان | کیومرث پوراحمد                       | شبکه ۱ |
| ۱۳۷۴–۱۳۷۵ | تنهاترین سردار          | بازیگر       | مهدی فخیم‌زاده                        | شبکه ۱ |
| ۱۳۷۴–۱۳۷۵ | وکلای جوان              | بازیگر مهمان | بهرام کاظمی                          | شبکه ۲ |
| ۱۳۷۰–۱۳۷۲ | مش‌خیرالله صندوقچه اسرار | بازیگر       | داریوش مؤدبیان                       | شبکه ۲ / بازی در اپیزود «شتر و پنبه دانه»                                                                     |
| ۱۳۶۵      | ماجراهای آقای خیرخواه   | بازیگر       | امیر سمواتی                          | |

### شبکه خانگی
- شوخی با ستارگان (۱۳۹۲ امیرحسین قهرایی)
- شکر تلخ (فیلم ۱۳۸۵) (۱۳۸۵ سید علی نیاکان)